# Annie Easley
Annie Jean Easley, née le 23 avril 1933 à Birmingham, Alabama, morte le 25 juin 2011 à Cleveland, Ohio ; est une informaticienne, ingénieure et mathématicienne afro-américaine. Elle dirige l'équipe d'analystes programmeurs derrière l'étage de fusée Centaur au Lewis Research Centeret c'est une des premières informaticiennes à travailler pour le National Advisory Committee for Aeronautics et pour l'organisation qui lui succède, la NASA.

## Biographie
Annie Easley passe ses premières années à Birmingham, où elle habite avec sa mère Willie McCrory (née Sims). Elle part pour la Nouvelle-Orléans faire des études en pharmacie à l’université Xavier, mais abandonne les cours et rentre à Birmingham en 1945. Puis, elle est embauchée par la NACA à Cleveland, en 1955. Elle devient la quatrième personne d’origine afro-américaine à travailler au Lewis Research Center. Annie Easley y est responsable des calculs des simulations du réacteur Plum Brook (en) qu'elle réalise à la main.
Plus tard, elle devient programmeuse dans les langages Fortran (Formula Translating System) et SOAP (Simple Object Access Protocol), avec lesquels elle développe les codes de plusieurs systèmes de conversion d'énergie, véhicules à batteries et, notamment, de l’étage de fusée Centaur, utilisé pour le déploiement des sondes Surveyor 1 et Cassini, notamment.
En 1977, elle finit ses études en mathématiques à l’Université d'État de Cleveland, ce qui lui permettra d'entrer dans la division de véhicules spatiaux de la NASA. Son travail au Lewis Center sert au développement de plusieurs études portant sur l’aéronautique et l'informatique.
À la retraite depuis 1989, Annie Easley meurt le 25 juin 2011.

### Pionnière
Annie Easley ouvre la voie aux femmes de couleurs. Elle dit : « Quand les gens ont des préjugés, oui, j'en suis consciente. Je n'ai pas la tête dans le sable. Mais mon truc, c'est que si je ne peux pas travailler avec vous, je vais travailler autour de vous », a-t-elle déclaré à Sandra Johnson en 2001. « Je n'allais pas me décourager au point de m'en aller ».
Considérée comme pionnière de l'ère spatiale Cleveland, un article la met à l'honneur le 8 mars 2020, journée internationale des Droits des Femmes.